# 凱西山
73°43′S 165°47′E / 73.717°S 165.783°E
凱西山是南極洲的山峰，位於維多利亞地的博克格雷溫克海岸，屬於登山家山脈的一部分，處於蒙蒂格爾山東北面9公里，海拔高度2,100米，美國地質調查局根據測量和該國海軍的空中照片繪入地圖。